# Masaaki Yamada
Masaaki Yamada (japanisch 山田 雅章, Yamada Masaaki; geboren 9. August 1942 in Japan) ist ein japanischer Plasmaphysiker.
Yamada studierte an der Universität Tokio mit dem Bachelor-Abschluss in angewandter Physik 1966 und dem Master-Abschluss in Kerntechnik 1968 und wurde 1973 an der University of Illinois in Physik promoviert. Danach war er an der Princeton University und ab 1978 an deren Plasma Physics Laboratory (PPPL), wo er 1978 bis 1988 die Entwicklung des Spheromak S-1 leitete, einer kompakten toroidalen Anlage zum Plasmaeinschluss, die einige Zeit als Alternative zum Tokamak untersucht wurden. Seit 1982 ist er Principal Research Physicist am PPPL (2015 ist er Distinguished Laboratory Research Fellow). Seit Anfang der 1990er Jahre leitet er ein Forschungsprogramm zur Erforschung der magnetischen Rekonnexion am PPPL (Magnetic Reconnection Experiment, MRX) mit Anwendungen sowohl auf Fusionsplasmen als auch in der Astrophysik.
Er ist Fellow der American Physical Society (1985) und erhielt den Excellence of Plasma Physics Award der APS (2002) und den Kaul Prize der Princeton University (2003). 2015 erhielt er den James-Clerk-Maxwell-Preis für Plasmaphysik für seine Forschungen zur Rekonnexion und als Pionier der Labor-Plasmaphysik für die Astrophysik. Von ihm stammen über 200 wissenschaftliche Veröffentlichungen.
Er war Gastprofessor an der École polytechnique fédérale de Lausanne, der Universität Tokio und Kyoto.

## Schriften
- mit Russell Kulsrud, Hantao Ji: Magnetic reconnection. Reviews of Modern Physics, Band 82, 2010, S. 603–664
- mit Ellen Zweibel: Magnetic Reconnection in Astrophysical and Laboratory Plasmas. Ann. Rev. Astronomy and Astrophysics,  AA47-08, 2009, S. 291–332